# Акжарский сельский округ (Тарбагатайский район)
Акжарский сельский округ расположен на юго-востоке Восточно-Казахстанской области между хребтами Тарбагатай и Зайсанской котловиной. Граничит с Кабанбайским сельским округом на севере, Маныракским сельским округом на востоке, Жетиаральским и Куйганским сельскими округами на юге округа.